# Ellipteroides pictilis
Ellipteroides pictilis är en tvåvingeart som först beskrevs av Alexander 1958.  Ellipteroides pictilis ingår i släktet Ellipteroides och familjen småharkrankar.
Artens utbredningsområde är Sri Lanka. Inga underarter finns listade i Catalogue of Life.